# Монтроз (город, Миннесота)
Монтроз (англ. Montrose) — город в округе Райт, штат Миннесота, США. На площади 2,5 км² (2,5 км² — суша, водоёмов нет), согласно переписи 2002 года, проживают 1143 человека. Плотность населения составляет 459,6 чел./км².
- Телефонный код города — 763
- Почтовый индекс — 55363
- FIPS-код города — 27-43810[1]
- GNIS-идентификатор — 0648049[2]